# Cäsar Flaischlen
Cäsar Flaischlen, född 12 maj 1864, död 16 oktober 1920, var en tysk poet.
Flaischlen var företrädare för naturalismen med de betydande skådespelen Toni Stürmer (1891) och Martin Lehnhardt (1895), samt romanen Jost Seyfried (1905). Som lyriker ägnade sig Flaischlen åt såväl idylldiktning, bland annat på schwabisk dialekt, som idé- och krigsdiktning. Hans Gesammelte Dichtungen utkom 1921 i 6 band.